# Parque nacional Coiba
El Parque Nacional Coiba es una reserva natural panameña situada en el archipiélago homónimo que tiene como epicentro a la Isla de Coiba y perteneciente al Distrito de Montijo de la Provincia de Veraguas, a 25 minutos de vuelo desde la Ciudad de Panamá. Su superficie es de 270,125 ha, de las que 216,543 son marinas. Fue declarado como Patrimonio de la Humanidad por la UNESCO en el año 2005. La isla de Coiba cuenta con 503 km², siendo la más extensa de la geografía panameña y de toda Centroamérica. 
El 8 de junio de 2021, el área protegida en torno a la cordillera de Coiba se amplía hasta los 67.742 km². El área, que ocupa una superficie equivalente al 90 % de la superficie del país, recibe el nombre de Área de Recursos Manejados de la Cordillera de Coiba (ARMCC). Se une a las zonas protegidas de Malpelo y Yuriparí-Malpelo, de Colombia, con lo que la zona protegida conjunta es de 121.341 km².

## Historia
Creado por Decreto Ejecutivo en el año 1991, el parque nacional Coiba constituye por su extensión y por la riqueza de sus islas y de las aguas marinas que las rodean una de las joyas naturales de Panamá. Protege ecosistemas marinos, insulares y costeros.
La mayor de estas islas de origen volcánico es Coiba, que con 50,314 ha es la isla más grande del Pacífico Centroamericano. Junto a ella las islas Jicarón (2,002 ha), Jicarita (125 ha, punto más austral de la República de Panamá), Canal de Afuera (240 ha), Afuerita (27 ha), Pájaros (45 ha), Uva (257 ha), Brincanco (330 ha), Coibita (242 ha)... y otras muchas más forman las ha de territorios insulares. 
En su conjunto las islas del parque poseen más de 240 km de costas que en su mayoría se conservan en su estado natural. Paradójicamente la conservación de este archipiélago se debe básicamente a que desde 1919 hasta 2004 isla Coiba fue utilizada como una colonia penal por el gobierno panameño. Durante las dictaduras de Omar Torrijos y Manuel Noriega (1968-1989), la temida prisión fue transformada en una especie de campo de concentración para prisioneros políticos y opositores al régimen. Se cree que más de 200 personas fueron asesinadas y torturadas en la isla. El caso más famoso es el asesinato y desaparición del líder izquierdista Floyd Britton. El penal fue demolido en 2004, quince años después de la invasión del ejército de los Estados Unidos para derrocar el régimen de Noriega.
La isla de Coiba presenta varias especies endémicas, más del 80% de la Isla está cubierta por vegetación original, posee manglares y cativales de significativa magnitud, en sus playas llegan a desovar al menos 3 especies de tortugas marinas, tiene los arrecifes coralinos mejor conservados del pacífico panameño y un innegable valor paisajístico provisto para el turismo, el manejo sostenible de estos recursos naturales es necesario para evitar su degradación.
Después de un movimiento ambientalista que involucró a muchas personas y distintas agrupaciones, se logra el estatus legal para esta área, mediante la ley NO.44 del 26 de julio de 2004 que crea el parque nacional Coiba, la cual regula el funcionamiento de esta área protegida, donde se establece entre otras cosas a esta zona como Patrimonio Nacional y parte del Sistema Nacional de Áreas Protegidas de la Autoridad Nacional del Ambiente, así como el marco legal que rige el funcionamiento de este Parque.

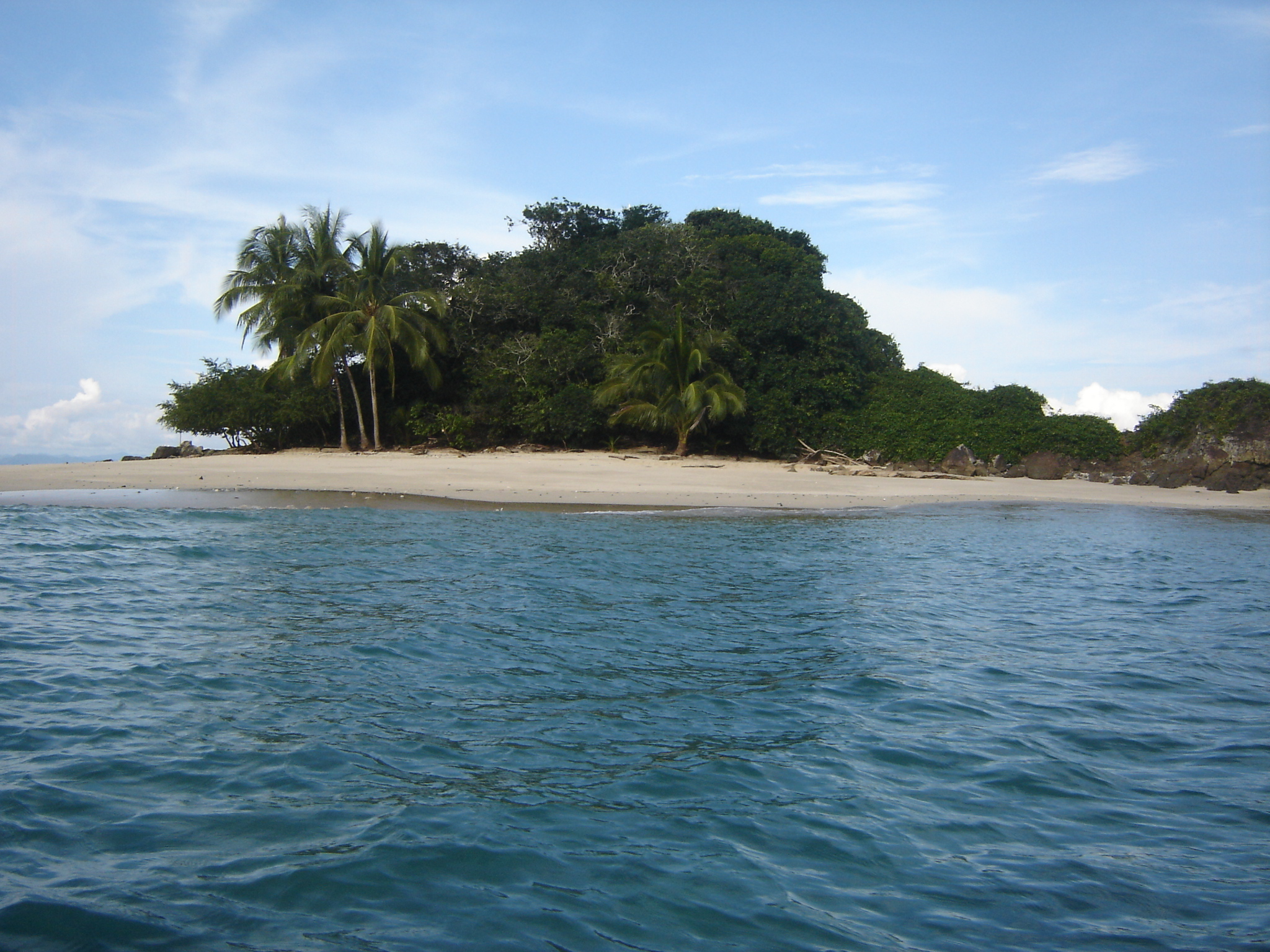
Vista de la isla Granito de Oro.

Debido a las características únicas que presenta, como consecuencia de tantos años de aislamiento y por su importancia biológica, el Comité Patrimonio Mundial de la Unesco, aceptó la propuesta hecha por la Unión Internacional para la Conservación de la Naturaleza (UICN) en otorgar a Coiba la categoría de Sitio de Patrimonio Mundial de la Humanidad, en Durban, Sudáfrica el 14 de julio de 2005, siendo esto ratificado por Panamá el 17 de julio del mismo año.
Actualmente esta área tiene un papel vital en cuanto a su posición dentro del Corredor Marino de Conservación del Pacífico Este Tropical (CMAR) que enlaza cinco parques nacionales, comprendiendo isla del Coco en Costa Rica, isla Coiba en Panamá, Malpelo y Gorgona en Colombia y Galápagos en Ecuador. Conformando así un gran corredor de 211 millones de hectáreas incluyendo a cinco parques nacionales y mezclando zonas económicas exclusivas de cuatro países.
Además esta área protegida es importante para las comunidades ubicadas en su zona de influencia costera continental o zona de amortiguamiento, donde han surgido iniciativas apoyadas por proyectos financiados por Conservación Internacional, Fundación Avina y Fundación Walton manejados por ANCON, donde se han potenciado ideas de emprendedores locales que ha dado como resultado la formación de una red de microempresas de turismo sostenible llamada ARTURIS COIBA (Asociación Rural de Turismo Sostenible de la Zona de Amortiguamiento del parque nacional Coiba) por medio de la que gestionan distintos proyectos para el área y dan a conocer sus servicios. 
La necesidad de patrullaje constante de toda la zona insular y marina del parque, propiciaron la instalación de una sede de la Autoridad Aeronaval de Panamá que entre otras cosas ofrece apoyo logístico y de vigilancia a los guardaparques.

## Clima
La temperatura media anual es de unos 26 °C y la precipitación anual media gira en torno a los 3500 mm.

## Topografía
En la isla de Coiba las llanuras costeras con elevaciones inferiores a los cien metros predominan en el norte y sudeste de la isla, mientras que en el resto las colinas de poca elevación que apenas superan los 200 m s. n. m. constituyen el paisaje dominante. Únicamente en el sector central hay una cadena de colinas donde se encuentran los puntos más altos: el cerro de la Torre con 416 m s. n. m. y el cerro de San Juan con 406 m s. n. m.

## Recursos hídricos
En Coiba existen numerosos ríos como el Negro, con 40 km de longitud y ocho afluentes, el San Juan, con 18,5 km de extensión y el Santa Clara, con 17 km de longitud.

## Biodiversidad
Los bosques primarios son los que predominan en Coiba aunque también se encuentran bosques intervenidos como consecuencia de los campamentos de la colonia penal y de las extracciones forestales de tiempos pasados.
Se han censado 1,450 especies de plantas vasculares con la presencia de abundantes ejemplares de ceiba (Ceiba pentandra), panamá (Sterculia apetala), espavé (Anacardium excelsum), tangaré (Carapa guianensis) y cedro espino (Bombacopsis quinatum).
Desde el año 1993 y con la colaboración de la Agencia Española de Cooperación, AECI, existe una estación biológica en el parque que hasta la fecha ha censado 36 especies de mamíferos, 147 de aves y 39 especies de anfibios y reptiles, con un alto grado de endemismo como por ejemplo el ñeque de Coiba (Dasyprocta coibae) y el mono aullador de Coiba (Alouatta coibensis) entre los mamíferos, y el colaespina de Coiba (Cranioleuca dissita) entre las aves. Coiba es el único sitio de Panamá en el que aún se pueden observar bandadas en libertad de la guacamaya bandera, casi extinta en el territorio continental. Pero la gran riqueza natural del parque es la marina. En la bahía de Damas se localiza un arrecife de coral con más de 135 ha de extensión, el segundo más grande del Pacífico tropical americano.
Hasta la fecha se han identificado en la superficie protegida 69 especies de peces marinos, 12 de equinodermos, 45 de moluscos y 13 de crustáceos.

## Especies marinas

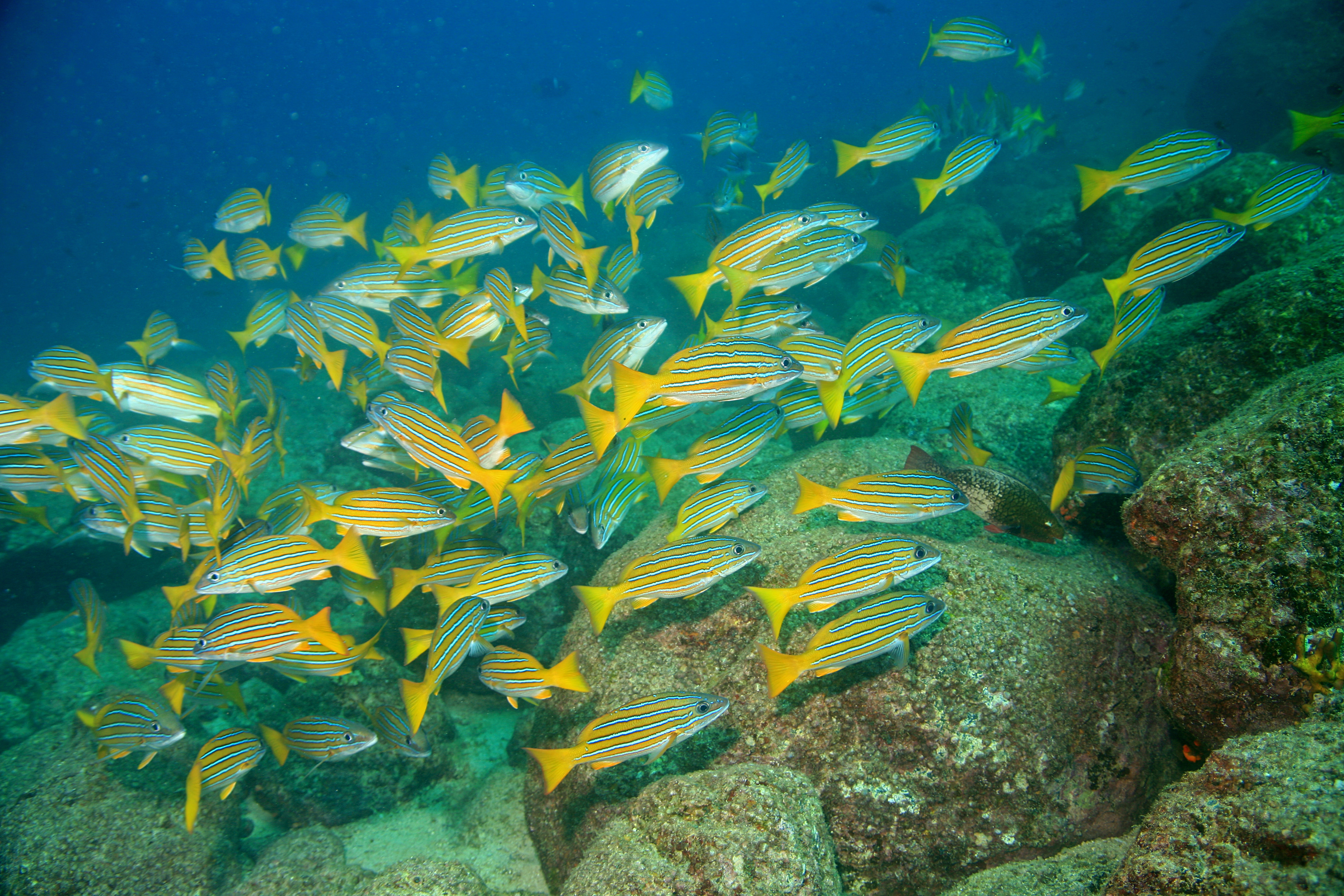
Ejemplares de Lutjanus viridis.

Los mares de Coiba conocidos tradicionalmente por su abundante pesca albergan especies como el tiburón ballena (Rhincodon typus), el tiburón tigre (Galeocerdo cuvier), la manta raya (Manta birostris), el dorado (Coriphaena hippurus) y el atún de aleta amarilla (Thunnus albacares).

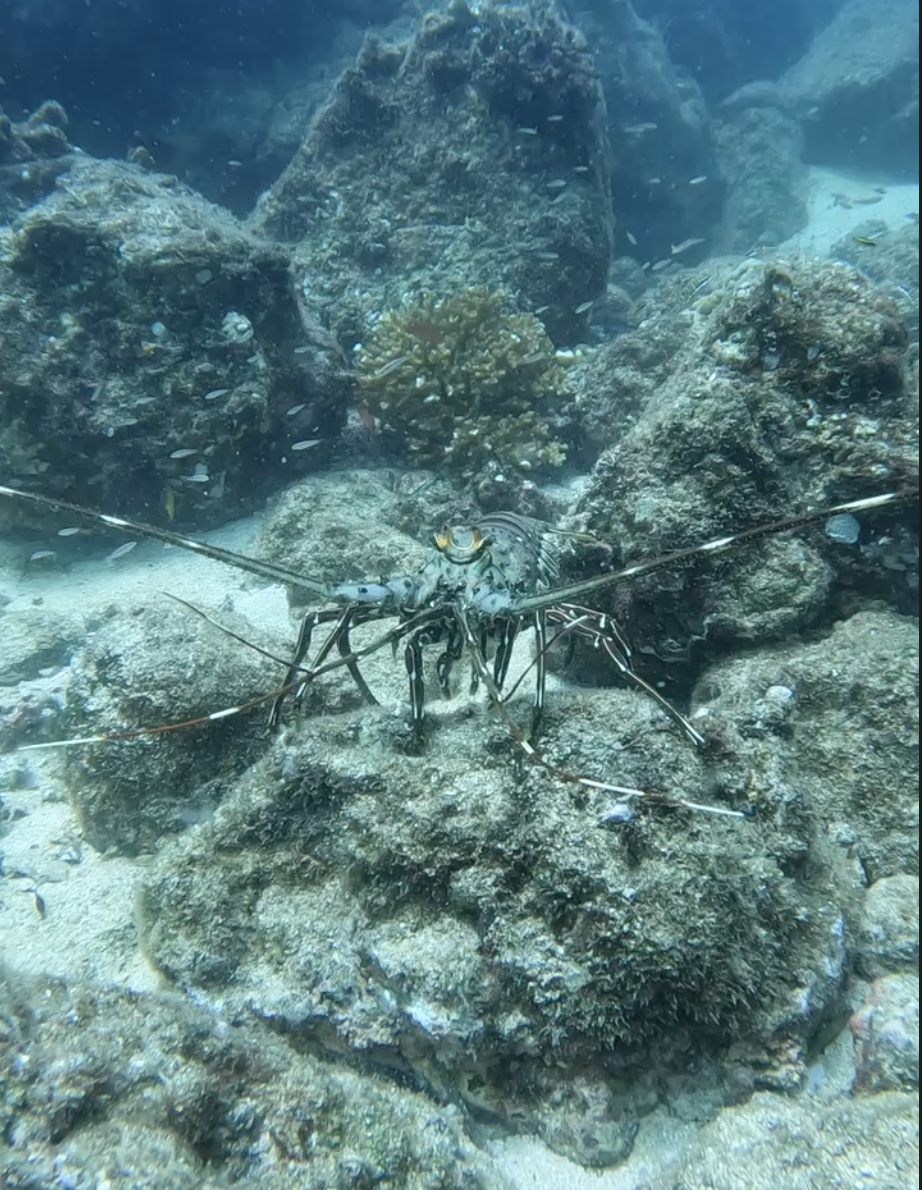
Langosta espinosa del Pacífico (panulirus gracilis) Inglés, Isla Ranchería

Los mares de Coiba son también el hábitat de cuatro especies de cetáceos: la enorme ballena jorobada o yubarta (Megaptera novaeangliae), la orca (Orcinus orca), el delfín moteado tropical (Stenella attenuata) y el delfín mular (Tursiops truncatus). En las aguas del parque y zonas adyacentes se ha observado la presencia ocasional de 19 especies adicionales de cetáceos que se encuentran en el Pacífico panameño. En la isla de Coiba, utilizada durante muchos años como refugio de piratas, se han encontrado restos precolombinos que datan de unos 500 años antes de nuestra era.

## Transporte
El aeropuerto de Coiba provee acceso aéreo a Coiba para avionetas y vuelos chárter. El tiempo de vuelo entre Coiba y la Ciudad de Panamá es de 25 minutos. Al sur del aeródromo se encuentra un muelle que provee servicio de transbordadores a Puerto Mutis, que conecta por carretera con la ciudad de Santiago de Veraguas y el resto de la red vial nacional de carreteras.